# ジャワ島

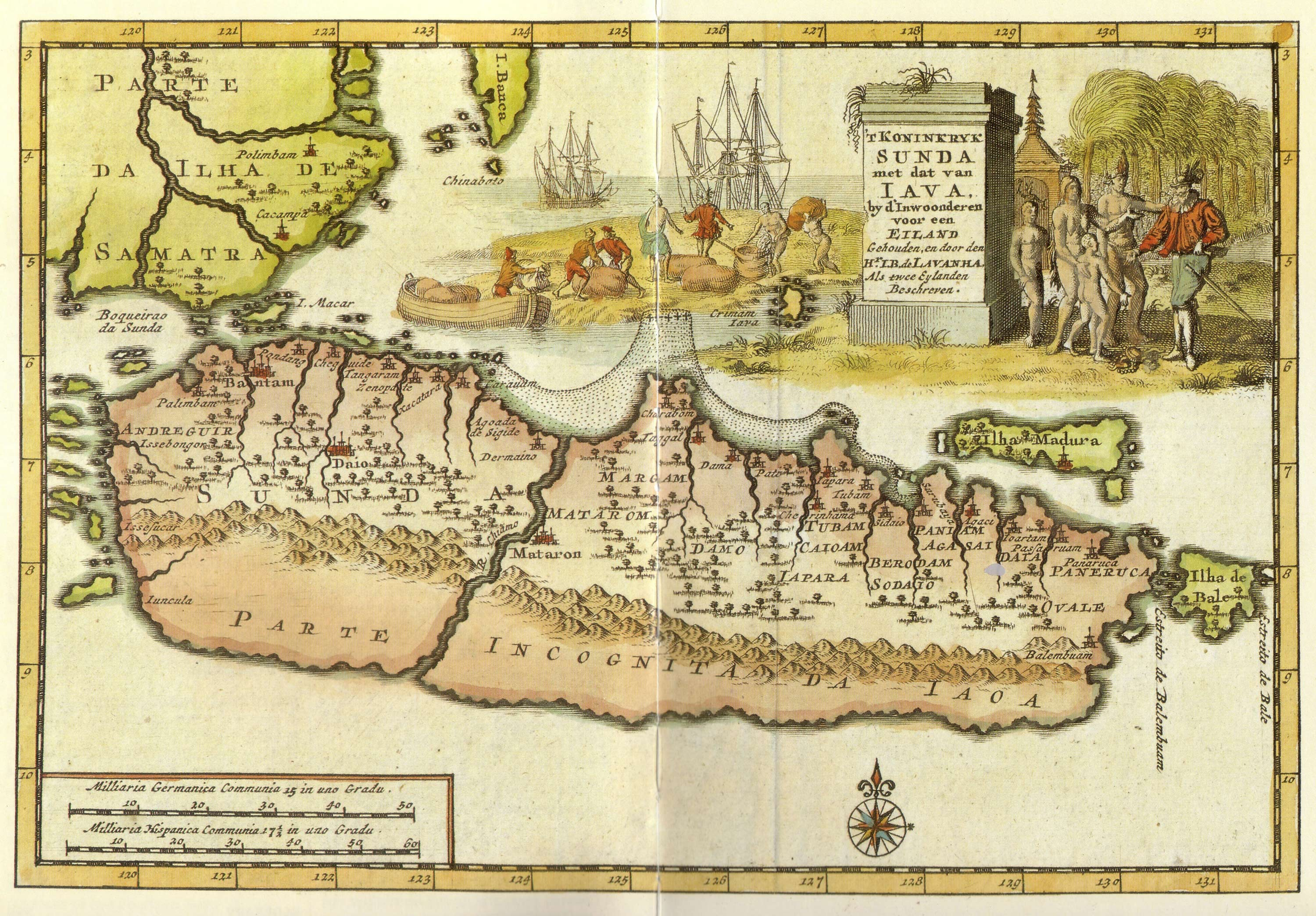
18世紀初頭のジャワ島の地図

ジャワ島（ジャワとう、インドネシア語: Jawa、英語: Java、ジャワ語: ꦗꦮ、
スンダ語: ᮏᮝ）は、インドネシアを構成する島の一つ。インドネシアの総人口の半分以上が居住し、世界一人口の多い島。インドネシアの首都・ジャカルタがある。スマトラ島などとともに、大スンダ列島を形成する。形状は東西に細長い。スマトラ島の東、カリマンタン島の南、バリ島の西に位置する。ジャワ島には4つの州と2つの特別州がある。

## 概要
首都ジャカルタが存在する。人口は約1億5160万人（2020年）で、インドネシアのみならず、世界第一位の人口を有する島である。人口密度も1,171人/km2と高い。過剰人口や貧困問題はオランダ支配下の19世紀前半に始まる。ジャワ島は、古代から東南アジアにおいて人口分布の核心地であったと考えられる。ジャワ島の西部にスンダ人、中部と東部にジャワ人、東部の一部（マドゥラ島とその対岸）にマドゥラ人が住み、狭義の「ジャワ」はこれらのうちのジャワ人地域である。
隣島のバリ島はヒンドゥー教信者中心の島であり、宗教上の違いから両島は若干の対立関係にある。

## 歴史

### 古代
ジャワ古代史は、7世紀以前を西部ジャワ時代（4世紀：タルマヌガラ王国、7世紀：スンダ王国）、8世紀から10世紀前半までを中部ジャワ時代（8世紀：古マタラム王国・シャイレーンドラ朝）、その後の10世紀前半から16世紀初めまでを東部ジャワ時代に大きく分け、東部ジャワ時代の前半の3世紀をクディリ時代（西ジャワにはヒンドゥー国家のパジャジャラン王国（1579年滅亡）があったことが明らかになっている）、後半の3世紀をシンガサリ・マジャパヒト時代と呼んでいる。このように分けるのは王都の変遷、つまり権力と文化の中心地が移ったためである。Kerajaan Kahuripan、Kerajaan Janggala、Kerajaan Kadiriなどが建国された。
世界史的に16世紀初めまでを古代と呼ぶのには違和感があるが、文献などは15世紀までは古代ジャワ語で書かれており、また、支配的な宗教であったヒンドゥー教や大乗仏教が16世紀前後にイスラム教に代わることなどによる。

### イスラムの到来
イスラム王朝として、ドゥマク王国、チルボン王国（西ジャワ）、バンテン王国（バンテン地方）、パジャン王国（スラカルタ）、マタラム王国（ジョグジャカルタ）が相次いで建国された。また、Kerajaan Kalinyamat、Kerajaan Sumedang Larang、Kerajaan Blambanganなどの非イスラム王国が建国された。

### ポルトガルの到来
1511年、ポルトガルがマラッカ王国と戦争になると、ドゥマク王国のファタヒラー（Pati Unus）が援軍として駆けつけたが、1512年8月にマラッカは陥落した（マラッカ占領 (1511年)）。
1520年からアチェ王国のアラウッディン・アルカハルが貿易の独占を狙って、三度に渡ってジョホール王国やポルトガル領マラッカと戦争になった。この時は、オスマン帝国のスレイマン1世が艦隊を派遣してアチェ王国に加勢したが、成功しなかった。
1514年からポルトガルはマラッカで売る人身売買を目的として明朝の屯門（現香港屯門区）を占拠していたが、朝貢国マラッカを失うと第一次屯門の戦い（1521年）と第二次屯門の戦い（1521年）の二度にわたって明朝が攻めて撃退した。1522年、ポルトガルとパジャジャラン王国の関係を断ち切らせるために、ドゥマク王国のファタヒラーの艦隊がポルトガル艦隊と西部ジャワで海戦を行なった。勝ったドゥマク王国は、1527年6月22日にスンダ・クラパ（Sunda Kelapa、「スンダ族のココナッツ」の意味）の町の名前を「ジャヤカルタ」（Jayakarta、「勝利」の意味）に改名した。1557年、ポルトガルは明朝からマカオの居留権を得て日本との貿易を開始した。日本人がジャガタラに進出するきっかけとなった。

### オランダの到来
その後、バンテン王国がスンダ海峡の交易路の支配者となって繁栄したが、1596年にオランダ商人のコンパニエ・ファン・フェレ（遠方会社）が資金を出し、コルネリス・ドゥ・ハウトマンが香料の買い付けにバンテン王国を訪れた。オランダ人とジャワ人の間で公式書類が交わされ、三世紀半に及ぶ両国の関係が始まった。しかし、和親同盟ではなく惨い植民地支配であった。1602年、オランダ東インド会社がジャワ島に進出し、オランダによる植民地化の時代が始まる。1606年、ポルトガルとオランダ東インド会社がタンジュン・トゥアンを巡ってラチャド岬の戦いを行ない、ポルトガルが勝利して香辛料貿易独占の足がかりとなった。
親オランダ政策をとったスルタン・ハジは、反オランダ派の父スルタン・アグン・ティルタヤサとの内戦に勝利したものの、1619年にオランダ東インド会社のヤン・ピーテルスゾーン・クーンがバンテン王国を管理下に置き、「ジャヤカルタ」は「バタヴィア」（Batavia、古代オランダの呼称）と改名されることになった。1623年、モルッカ諸島のアンボイナ島でアンボイナ事件が起こり、オランダ東インド会社が香辛料貿易を独占することになった。イギリスは東インドの制海権を失って香辛料貿易が頓挫すると、南インドのフランス領ポンディシェリ占領を目指してカーナティック戦争を開始することになった。1641年、オランダ東インド会社がジョホール王国の援助を得てポルトガル領マラッカを占領し（マラッカの戦い (1641年)）、オランダ領マラッカとした。1667年、第二次英蘭戦争の講和条約・ブレダの和約で、ニューアムステルダム（現ニューヨーク）とバンダ諸島のラン島を交換した。
18世紀の3次にわたるジャワ継承戦争（第1次ジャワ継承戦争、第2次ジャワ継承戦争、第3次ジャワ継承戦争）と華僑虐殺事件の結果、マタラム王国は4分割されてジャワ島全域がオランダ東インド会社の支配下に置かれた。

### イギリスの襲来
欧州でナポレオン戦争が戦われている中、1811年にイギリスの攻撃を受け占領され、トーマス・ラッフルズジャワ副知事による植民地化政策が進められたが、フランス帝国の崩壊後は、フランスに対抗させるためネーデルラント連合王国に返還され、1824年には、英蘭協約でオランダ領マラッカとスマトラ島のイギリス植民地を交換し、イギリスの海峡植民地が完成するとともに、ジャワ島を含む島嶼部のオランダへの帰属が確定した。1825年、マタラム王族のディポヌゴロがオランダへの反乱を起こすが、1830年に鎮圧されている（ジャワ戦争）。

### 日本軍による占領
第二次世界大戦で、オランダ本国がナチス・ドイツの占領下になると、1942年に、蘭印作戦で日本軍がジャワ島を占領した。長きにわたるオランダの圧政が同じアジア人の日本軍によって制圧され、スバラヤ市に入城する日本軍の戦車隊や日本兵をジャワ島の人々がジュンポール（万歳、一番よい）という親指を立てる最大限の歓迎を示す仕草で迎えた。これら日本を大歓迎する現地の人々の写真は、日本の敗戦後GHQの検閲（プレスコード）により封印された。
1945年の終戦時までの期間中、ジャワにおける戦没者数は、陸軍2700人、海軍3万3800人。終戦後に陸軍4万400人、海軍9700人が復員を果たした。

## 地理

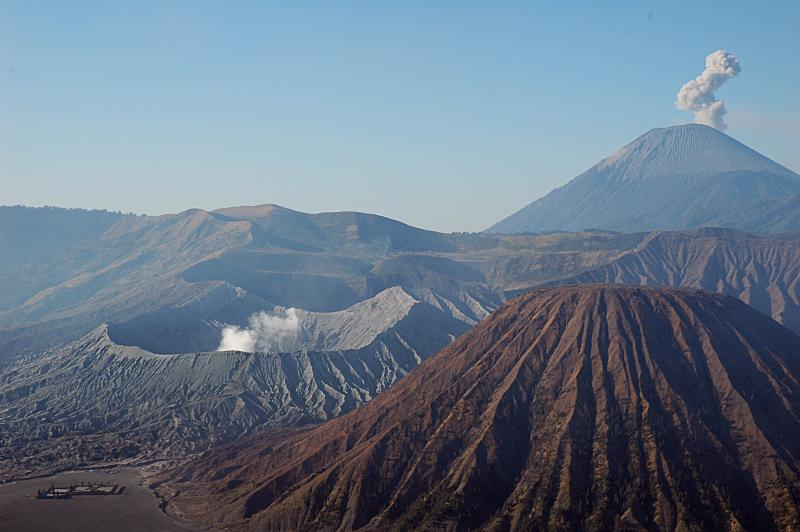
ブロモ山

島の形状は棒状で、西北西から東南東に東西 1040km にわたって延びる。南北 300km にわたるが、島の幅自体は最も広いところでも 200km にとどまる。最西端はカンクアン岬、最東端はバリ島の西端よりも東に延びる。スンダ海峡をはさんで北西のスマトラ島、バリ海峡をはさんで東のバリ島と向かいあう。

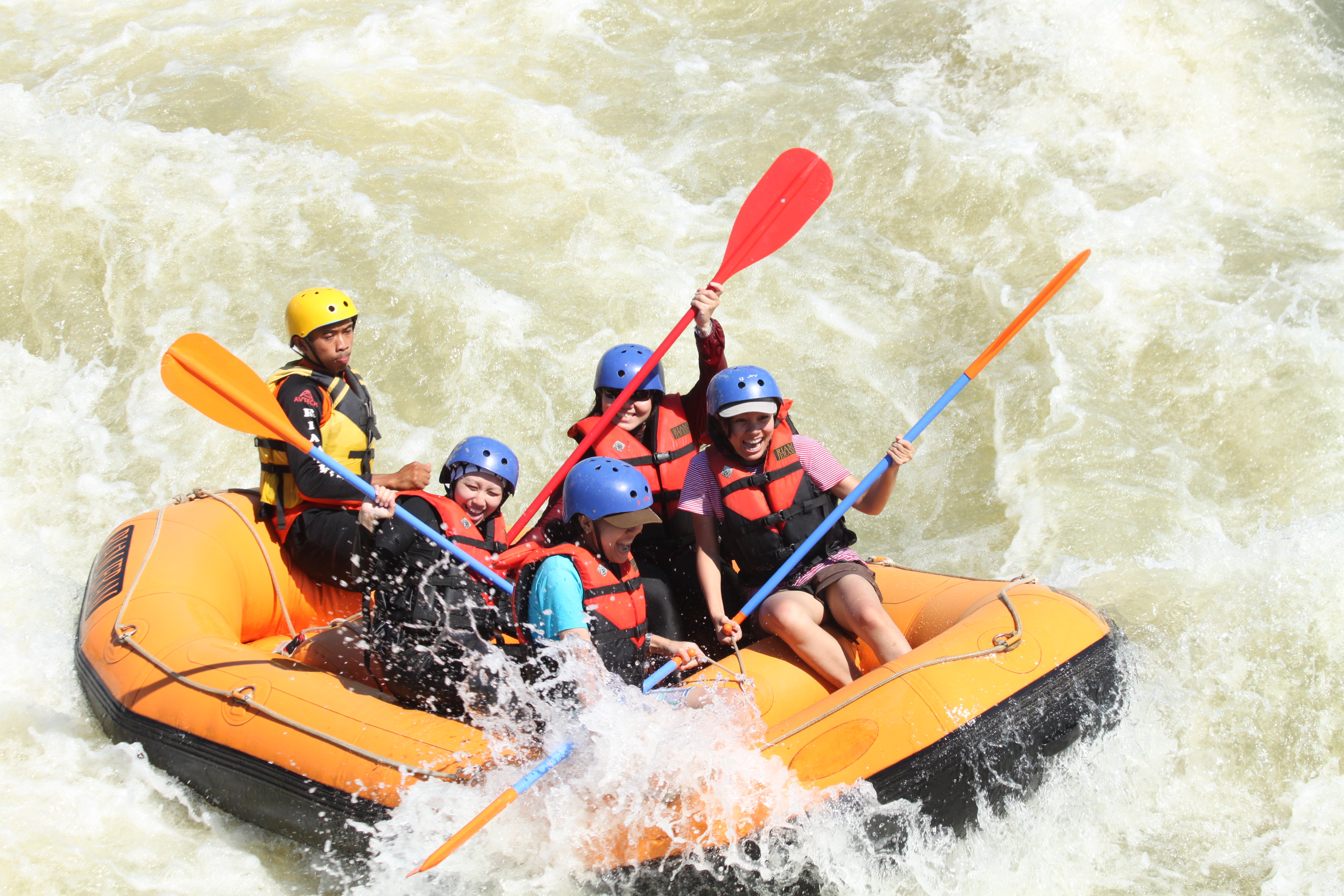
西ジャワでは急流でのラフティングが盛ん

ユーラシアプレートにインド・オーストラリアプレートがもぐりこむプレート境界に位置するため、南に250km の位置にはスンダ海溝（ジャワ海溝）が形成されている。地震多発地帯であり、火山も多い。主な火山は西からクラカタウ、スラメット山 (3432m)、ムラピ山 (2968m)、スメル山 (3676m)、ブロモ山 (2329m)、ラウ山 (3332m)、イジェン火山 (2799 m)である。山地や丘陵が多い。このため川は急流が多く、ラフティングなどのアウトドア・アクティビティが盛んである。
ジャワ島西部は熱帯雨林気候、中部より東はモンスーン気候で、自然環境からいっても西部のスンダ地方はスマトラの続きであって、ジャワとは異なる。さらにジャワでは古くから水田耕作が生業であったのに対して、スンダでの水田耕作はオランダ支配下に入った18世紀から始まった。

### 行政区分

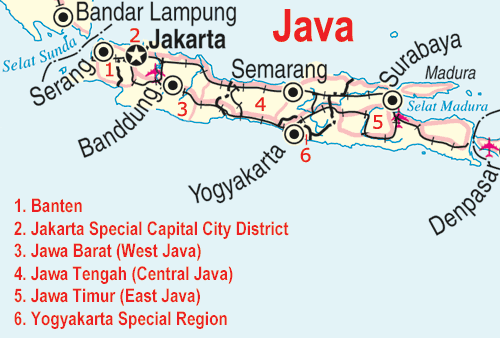
ジャワ島の地図 1から6は第1級地方自治体の名称を表す

- ジャカルタ首都特別州 - インドネシアの首都で同国最大の都市。
- ジョグジャカルタ特別州 - 今も王宮がある古都で、「ジャワ人のふるさと」と言われる。世界遺産のプランバナン寺院群がある[注釈 2]。
- バンテン州 - ジャワ島の最も西にあり、2000年に西ジャワ州より分離
- 西ジャワ州
- 中部ジャワ州
- 東ジャワ州

### 主要都市
人口100万人を超える都市は、ジャカルタ、スラバヤ、バンドン、スマランの4つである。
- ジャカルタ - 首都で経済の中心地。近郊を含む都市的地域の人口は世界第2位。
- ボゴール - ジャカルタの南にある。植民地時代に避暑地として建設された。世界最大級の植物園であるボゴール植物園がある。-
- スラバヤ - ジャカルタに次ぐインドネシア第2の都市。貿易港として重要。
- バンドン（バンドゥン） - バンドン会議で有名。高地にあり冷涼で学園都市でもある。
- スマラン - オランダ植民地時代からの貿易港がある商業都市。
- ジョグジャカルタ - インドネシアの古都で、ジャワ人の心の故郷と言われ、芸術や観光が盛ん。王宮がある。
- スラカルタ（ソロ） - 王宮あり。ジョグジャカルタより古い歴史がある。ジョグジャカルタとともにジャワの伝統文化の中心地。
- マラン - 東ジャワのパリと称され、高地にあり冷涼で学園都市でもある。
- チルボン - 工業原料の輸出が盛んなチルボン港がある。ソロやジョグジャと少し違ったガムランがある。
- バニュワンギ - バリ島の対岸の町。ここのガムランはソロやジョグジャの様な中部ジャワ様式のガムランと区別して「東部ジャワ様式」といわれる事もある。

### 世界遺産
- ウジュン・クロン国立公園
- サンギラン初期人類遺跡
- プランバナン寺院群
- ボロブドゥール寺院遺跡群

## 文化
- ジャワ語
- イスラム教
- バラモン教
- バティック
- ジャワ・ガムラン
- ワヤン・クリ

## その他
- Java - コンピュータプログラミング言語。ジャワ島のジャワコーヒーから名付けられたとされる。
- ジャワカレー - ハウス食品のカレールゥ。南国風の辛いカレーのイメージで、南の島「ジャワ島」の「ジャワ」を取って名付けている。CMでは「ジャワ原人」と歌っていた時もあった[5]。